# کاج کندر
کاج کُندُر (نام علمی: Pinus taeda) یا کاج لجن‌زار نام یک گونه از سرده کاج است.